# Z/X Code reunion
『Z/X Code reunion』（ゼクス コードリユニオン）はブロッコリー発売のトレーディングカードゲーム（TCG）『Z/X』を原作とする漫画化作品。集英社『Vジャンプ』で2017年11月号から2020年9月号まで連載された。ストーリー：浦畑達彦、作画：藤真拓哉。
2019年秋期にテレビアニメが放送。

## 作品概要
TCG『Z/X』を原作とするストーリー漫画作品としては同じ『Vジャンプ』で2012年11月号から2016年12月号まで連載された土屋彼某によるコミカライズに続き2作目となるが、同作品とのストーリー上の繋がりはなく各務原あづみとそのパートナーゼクスのリゲルを中心とする学園漫画になっている。
また、連載開始前の9月17日にベルサール秋葉原で開催されたイベント「ゼクストリーム 2017.AUTUMN in 秋葉原」では本作を原作とするテレビアニメが2019年に放送されることが発表された。2014年にテレビ東京系で放送された『Z/X IGNITION』以来5年ぶり2作目のアニメ化作品となるが、コミカライズと同様に『IGNITION』とストーリー上の繋がりはなく「続編」とはされていない。

## ストーリー
世界各地で一斉に観測された【ブラックポイント】から白・赤・青・緑・黒の5つの世界が侵攻し、人類が滅亡の危機に瀕してから長い年月が経った。作中の時間軸では人類と5つの世界の休戦条約が締結され、束の間の平和を迎えている。
原因不明の難病で長らく入院生活を送っていた各務原あづみは日本全国からゼクスをパートナーとするプレイヤーの少女たちを集めた富士御崎学園の第1期生に選ばれ、生まれて初めての学園生活に期待と不安を交錯させていた。知り合ってから日が浅いパートナーのリゲルと入学式の会場への道を急ぐ途中、同じく新入生の天ノ川衣奈と知り合う。
入学式では前年からテスト生として入学していた生徒会長の上柚木綾瀬とその従妹で副会長の上柚木さくらから歓迎を受けるが、式の途中で上空から飛来して来た正体不明の敵からの攻撃により、新入生たちはいきなり実戦に身を投じることになってしまう。

## 登場人物
※本作のキャラクター設定は原作TCGや他メディアと異なる場合がある。

### 富士御崎学園

#### ランクEとパートナー
各務原 あづみ（かがみはら あづみ）
声 - 小倉唯
本作の主人公で、青のプレイヤー。原因不明の難病で入院生活を続けていたが、プレイヤーとして青の世界から自分を監視するため派遣されたリゲルとパートナーゼクスの契約を結んだことにより富士御崎学園の第1期生に選ばれる。
入院生活のため学校に通ったことが無く、同年代の友達もいなかったためリゲルとは知り合ってから日が浅いながらも強い信頼感を抱いている。一方、医療ポッドで眠り続けた影響で身体が年不相応の幼児体型になっている事を気にしており、自分よりもスタイルの良いリゲルや由仁、シュリのグラマラスな体型を見て涙ぐんでしまう事もしばしば。
リゲル
声 - 内田彩
あづみのパートナーゼクスで、種族はバトルドレス。科学が極度に発達した青の世界からの命令であづみを監視するために派遣されて来たが、そのあづみとパートナー契約を結んだことにより富士御崎学園に入学したあづみに付き添って行動している。
当初、あづみに対してはあくまでも青の世界の命令でパートナーを組んでいるに過ぎないと冷たい態度をとっていたが、彼女の優しさや純粋さから本心では非常に大切に思っており、彼女の身に危険が及ぶと取り乱す事も少なくない。あづみが医療ポッドから出て間もない身である事から、彼女に対しやや過保護になってしまう事があり、自分が守らなければならないと考えていたが、身を挺して自分を守ろうとする彼女の姿から、守られていたのは自分の方であると気付き、二人で共に歩んでいく事を誓う。
本来、パートナーゼクスは通常「カードデバイス」と呼ばれるカード上の端末に収納され、戦闘時にプレイヤーがデバイスから呼び出す仕様となっているが、リゲルはデバイスへ収納されるのを嫌がっておりあづみとの契約時には「デバイスに収納しない」ことを条件としている。
天ノ川 衣奈（そらのかわ えな）
声 - 水瀬いのり
本作から新規に登場した白のプレイヤー。あづみと同じく富士御崎学園の新入生で、入学式へ向かう途中であづみと知り合った。基本的に真面目な性格の持ち主であるが、他者を思いやる優しさも持ち合わせており、纏からはトラブルを経た結果、「お姉ちゃん」と呼ばれるまでに慕われるに至っている。一方、あづみと同様に幼児体型な自分の身体にコンプレックスを持っているようで、アニメ版ではあづみと同様に自分よりもスタイルの良い由仁やシュリのプロポーションを見て涙ぐんでいる。
Eクラスとしてあづみ達と絆を深めていく中、時折不可解な単独行動に出る事があるが、実はデュナミスによって生み出されスパイとして学園に送り込まれてきた人工生命体で、ネフライトはパートナーゼクスであるのと同時に自らの監視役でもあった。デュナミスによって埋め込まれた「刻印」によりその影響下から離れて生きる事は許されない身となっており、ネフライトからはデュナミスの意に従い続ければ本当の命を得られると教え込まれている。Eクラスのメンバーと過ごしてきた日々から次第に良心の呵責にさいなまれる事になるが、デュミナスの意思に逆らう事が出来なかった結果、付に出現したイネルマ撃破の作戦時に、学園側から離反。オーバーブーストし、デュナミスの使者としてEクラスのメンバーの前に立ちはだかる。
月形 由仁（つきがた ゆに）
声 - 富田美憂
本作から新規に登場した緑のプレイヤーで、富士御崎学園の新入生。おっとりした性格だが、働くのが大嫌い。実は広大なプライベートビーチ付の別荘を持っている程の大富豪の令嬢であるのだが、ずっと引き篭もりの状態であったらしく、執事の島崎を心底嘆かせていた。
鬼神野 シュリ（きじの シュリ）
声 - 鈴木愛奈
本作から新規に登場した赤のプレイヤーで、富士御崎学園の新入生。背が高く、日本刀の形状をしたぜクスを常に持ち歩いている。一人称は「ソレガシ」で、時代がかった喋り方をする。武士道を重んじているが、後先考えずに突っ込んでしまう短絡的な面が目立つ。かつて自らのゼクスであるムラマサは、自らの師である鬼神野一刀斎が所有しており、彼から引き継ぐ形でパートナー契約をしている。しかし、実はムラマサからは形式上の契約をしてはいるものの毛嫌いされており、それ故にシュリは刀を抜く事が出来ずにいるのだが、本人に自覚は無い。また、ムラマサからパートナーに認められていなくても、純粋に高い戦闘力と剣術の技能を持ち合わせている。
東雲 纏（しののめ まとい）
声 - 長縄まりあ
本作から新規に登場した黒のプレイヤーで、富士御崎学園の新入生。
ネフライト
声 - 白井悠介
衣奈のパートナーゼクスで、ケット・シー。探知と策謀を得意としている。しかし、実はデュナミスによって送り込まれた使者であり、学園から入手したあらゆる情報をデュナミスに直接送るスパイ活動をしていた。
ゾンネ
声 - 星谷美緒
纏のパートナーゼクスで、トーチャーズ。本名は「ゾンネンシュターン」。しゃべる事は殆ど無いが、感情はちゃんと持っており、纏との信頼関係も非常に強い。彼女からは非常に可愛がられており、様々な可愛い服を着せてもらったり、髪形を変えてもらったりしている。
ムラマサ
声 - 山口愛
シュリのパートナーゼクス。一見するとただの日本刀のようにしか見えないが、その刀身の中に意思が宿っており、「絶刀職人ムラマサ」を名乗っている。一人称は「わらわ」。
人間の姿であった頃は刀鍛冶の娘として生を受け、自身も優秀な刀を造ろうと刀を打ち続けた結果、渾身の作品となった刀に自らの意思が宿り、現在までに至っている。ブラックポイントの出現後は日本に渡り、名のある武士・剣士の刀となるべく鬼神の一刀斎のパートナーゼクスになり、その後は彼の弟子であるシュリが引き継ぐに至ったのだが、自らの美意識に全くそぐわない彼女と契約させられた結果、裏切られたという思いを抱くようになり、「似非武士もどきの娘に下げ渡された」と唾棄して夜な夜な泣く程までにシュリを毛嫌いするに至っている。その為、シュリはムラマサの刀身を抜く事が出来ず、オーバーブースト出来ないままとなっている。
アムリタ
声 - 春村奈々
由仁のパートナーゼクス。なかなか由仁の言うことを聞かなくて困っている。しかし、由仁の事は大切に思っている様で、彼女が熊に襲われて危機に陥った際、身を挺して彼女を守り、オーバーブーストを果たす事になった。

#### ランクA
烏丸精華（からすま せいか）
声 - 星谷美緒
本作から新規に登場。富士御崎学園の新入生。生徒会執行部の5人からランクA判定を受ける程、優秀な実力と才能の持ち主で、オーバーブーストも使いこなしており、期末試験あたりの時期には、生徒会執行部との模擬戦で五割の戦績を収める程の実力までに至っており、期末テストでもランクEを圧勝している。しかし、その優秀さ故か高飛車な態度を見せる事が多く、特にランクEのメンバーであるあづみ達に対しては、見下したり疎んじている傾向が強い。
自分達ランクAとランクEのメンバーが2度目のイネルマの襲撃を阻止した後、生徒会執行部が新たな学園創設の為に去る事になり、ランクSに昇格。その役目を引き継ぐ事になるが、以前よりもランクEのメンバーに対する態度が冷たくなり、先輩となる執行部の見送りもしなかった事から、纏からは「感じ悪い」と毒づかれ、シュリからも「おごれる者久しからずネ」と評されてしまっている。しかし、ランクSの部屋に残された執行部の先輩達のメッセージを消さなくても良いと言っている事からも、彼女達を軽んじてはいない模様。
3度目のイネルマの襲撃時は、綾瀬からイネルマ撃破の作戦指揮官に任命される。

#### 生徒会
上柚木 綾瀬（かみゆぎ あやせ）
声 - 沢城みゆき
黒のプレイヤー。富士御崎学園が正式開校する1年前からテスト生の形で入学しており、生徒会長を務めている。
上柚木 さくら（かみゆぎ さくら）
声 - 立花理香
綾瀬の従妹で、やはり正式開校前からテスト生として入学しており生徒会副会長を務めている。
倉敷 世羅（くらしき せら）
声 - 金元寿子
元気で快活な少女。精華とは、つい張り合ってしまう。

### その他の人物
イラ
声 - 祖山桃子
あづみたちの担任を務めている教師。スパルタでキレやすい性格。
青葉 千歳（あおば ちとせ）
声 - 内田真礼
緑のプレイヤーで、富士御崎学園の教員。入学式へ向かう途中のあづみと衣奈を車で迎えに来たが、運転は荒っぽい。
校長（こうちょう）
富士御崎学園の校長。人類と5つの世界の休戦条約に基づいて設置された評議会の決定に基づき、学園を開校した。
蝶ヶ崎ほのめ（ちょうがさき ほのめ）
声 - 佐伯伊織
オペレーター。

## 書誌情報
- 漫画：藤真拓哉、ストーリー：浦畑達彦、監修・協力：ブロッコリー 『Z/X Code Reunion』集英社〈Vジャンプコミックス〉、全3巻
  1. 2018年10月4日発売[6]、ISBN 978-4-08-881521-3（通常版）、ISBN 978-4-08-908332-1（限定版）
  2. 2019年11月1日発売[7]、ISBN 978-4-08-882116-0（通常版）、ISBN 978-4-08-908372-7（限定版）
  3. 2020年11月4日発売[8]、ISBN 978-4-08-882446-8（通常版）、ISBN 978-4-08-908392-5（限定版）

限定版には特製デッキが同梱される。

## テレビアニメ
2019年10月から12月までTOKYO MXほかにて放送された。前作『Z/X IGNITION』に続くアニメの製作企画自体は2015年2月22日にベルサール秋葉原で開催された「秋葉原ゼクストリーム 2015.SPRING」の席上で「新アニメプロジェクト始動」として発表されていたが、企画発表から2年半余りを経てタイトルと内容が公表される形となった。
アニメーション制作は、前作のテレコム・アニメーションフィルムからパッショーネに代わる。

### スタッフ
- 原作 - ブロッコリー[10]
- キャラクター原案 - 藤真拓哉[10]
- 監督 - 末田宜史[10]
- 助監督 - 中邑正
- シリーズ構成 - 浦畑達彦[10]
- アニメーションキャラクターデザイン - せれす[10]
- 美術監督 - 栫ヒロツグ
- 美術設定 - 比留間崇、長澤順子、壱河柳乃助、森木靖泰、辻田富也、中村嘉博
- 色彩設計 - 鈴木咲絵
- 撮影監督 - 植村優基
- 編集 - 丹彩子
- 音響監督 - 本山哲
- 音楽プロデューサー - 桑原聖[10]
- 音楽 - Arte Refact
- プロデューサー - 久保田俊介、川村仁、西藤和広、あらかわまさのぶ
- アニメーションプロデューサー - イシダタカヒサ、伊佐岡将人
- アニメーション制作 - パッショーネ[10]
- 製作 - Z/X Code reunion製作委員会

### 主題歌
「Destiny」
小倉唯が歌うオープニングテーマ。作詞は織田あすか、作曲は上松範康、編曲は岩橋星実。
「ガール・ミーツ・ガール」
小倉唯、内田彩、水瀬いのり、長縄まりあ、鈴木愛奈、富田美憂が歌うエンディングテーマ。作詞は織田あすか、作曲・編曲は都丸椋太。ボーカルを組み替えた4つのバージョンがある。

### 各話リスト
| 話数     | サブタイトル           | シナリオ     | 絵コンテ                  | 演出                     | 作画監督                                                                                   | 総作画監督            |
| -------- | ---------------------- | ------------ | ------------------------- | ------------------------ | ------------------------------------------------------------------------------------------ | --------------------- |
| Code 01. | 桜舞う学園へ           | 浦畑達彦     | 末田宜史                  | 中邑正                   | 森川侑紀 海堂ヒロユキ 橋本英樹 柳沢まさひで 小林史緒里 吉岡敏幸 築山翔太                   | せれす                |
| Code 02. | ドライブシャフト起動！ | 浦畑達彦     | 末田宜史                  | 大島克也                 | 柳沢まさひで 橋本英樹 石原恵治 小林史緒里 平田雄三                                         | 柳沢まさひで          |
| Code 03. | Eの烙印                | 浦畑達彦     | 森本育郎                  | 東亮佑                   | 植竹康彦 海堂ヒロユキ 小林史緒里 佐々木洋也 柴田健児 橋本英樹 吉岡敏幸                     | 柳沢まさひで 石原恵治 |
| Code 04. | 守る者 守られる者      | 浦畑達彦     | 山田雅之                  | 山田雅之                 | 平田雄三 柴田健児 小林史緒里 佐藤桂                                                        | 桜井正明 平田雄三     |
| Code 05. | オーバーブースト       | イシノアツオ | 高橋丈夫                  | 北村将                   | 近藤源一郎 柳沢まさひで 橋本英樹 石原恵治 海堂ヒロユキ 佐々木洋也 中尾高之 小林史緒里      | 近藤源一郎            |
| Code 06. | はたらかないゼクス     | 浦畑達彦     | 猫飼密                    | 宮田亮                   | 李慶 吴晓伟 尤茜                                                                           | 柳沢まさひで          |
| Code 07. | 蒼天への誓い           | イシノアツオ | 横内一樹 末田宜史         | 野木森達哉               | 佐々木洋也 小林史緒里                                                                      | 橋本英樹 平田雄三     |
| Code 08. | なつやすみっ！         | 浦畑達彦     | 佐藤雄三                  | 村山靖                   | NAM SAEHWAN 植竹康彦 佐々木洋也 柴田健児 海堂ヒロユキ 築山翔太 小林史緒里 佐藤祐子         | 橋本英樹 平田雄三     |
| Code 09. | さよならは言わないよ？ | イシノアツオ | ほしかわたかふみ 坂田純一 | 葛西良信                 | Hwang Yeongsik                                                                             | 柳沢まさひで          |
| Code 10. | 異存在と神域           | イシノアツオ | 山田雅之                  | 東亮佑                   | 海堂ヒロユキ 小林史緒里 佐々木洋也 柴田健児 橋本英樹 平田雄三 松下清志                     | 橋本英樹 平田雄三     |
| Code 11. | イツワリノイノチ       | イシノアツオ | 森本育郎                  | 村山靖 山田雅之          | 七霊石 胡根 王俊 易竜 周敦桃 馮永旭                                                        | 柳沢まさひで 平田雄三 |
| Code 12. | コード リユニオン      | 浦畑達彦     | 高橋丈夫                  | 末田宜史 中邑正 龍輪直征 | せれす 柳沢まさひで 平田雄三 桜井正明 橋本英樹 小林史緒里 海堂ヒロユキ 佐々木洋也 松下清志 | せれす                |

### 放送局
| 放送期間                 | 放送時間           | 放送局   | 対象地域 | 備考                      |
| ------------------------ | ------------------ | -------- | -------- | ------------------------- |
| 2019年10月8日 - 12月24日 | 火曜 23:00 - 23:30 | TOKYO MX | 東京都   |                           |
|                          |                    | AT-X     | 日本全域 | CS放送 / リピート放送あり |

| 配信期間                  | 更新時間                     | 配信サイト    |
| ------------------------- | ---------------------------- | ------------- |
| 2019年10月8日 - 12月24日  | 火曜 23:00 更新              | dアニメストア |
| 2019年10月12日 - 12月28日 | 土曜 1:00 - 1:30（金曜深夜） | AbemaTV       |

### BD
| 巻 | 発売日       | 収録話         | 規格品番  |
| -- | ------------ | -------------- | --------- |
| 1  | 2020年2月4日 | 第1話 - 第6話  | BIXA-9121 |
| 2  | 2020年4月2日 | 第7話 - 第12話 | BIXA-9122 |